# Asphondylia fusca
Asphondylia fusca är en tvåvingeart som först beskrevs av Johann Wilhelm Meigen 1830.  Asphondylia fusca ingår i släktet Asphondylia och familjen gallmyggor.
Artens utbredningsområde är Belgien. Inga underarter finns listade i Catalogue of Life.